# Portret van Madame X
Portrait of Madame X, ook wel kortweg Madame X genoemd, is een schilderij van de Amerikaanse kunstschilder John Singer Sargent, geschilderd in 1883-1884, olieverf op doek, 208,6 x 109,9 centimeter. Het toont de societydame Virginie Amélie Avegno Gautreau, de Amerikaanse vrouw van de rijke Parijse bankier Pierre Gautreau. Het schilderij bevindt zich thans in de collectie van het Metropolitan Museum of Art te New York.

## Context
Sargent bracht, als zoveel Amerikaanse kunstschilders in die tijd, een groot deel van zijn leven door in Europa. In zijn jonge jaren verbleef hij in Parijs, waar hij studeerde bij Emile Auguste Carolus-Duran en vervolgens vooral portretten maakte, meestal in opdracht. 'Madame X', zijn portret van bankiersvrouw en salonhoudster Virginie Gautreau, werd echter niet in opdracht geschilderd, maar op verzoek van de kunstenaar zelf. Gautreau was het prototype van een parisienne, een nieuw type vrouw met verfijnde, elegante manieren, die haar schoonheid en andere capaciteiten gebruikte om hogerop te komen in de Parijse beau monde. Sargent werd rond 1882-1883 sterk geïntrigeerd door haar persoonlijkheid, vertoonde volgens zijn vriend Edward Simmons welhaast stalkend gedrag en liet meerdere malen verzoeken om haar portret te mogen schilderen. Begin 1883 stemde ze eindelijk toe, via haar man, die een zwak had voor de vasthoudendheid van Sargent.
Na veel gedraal kon Sargent uiteindelijk in de herfst van 1883 starten en maakte eerst enkele studies van haar. Gautreau was echter een onrustig, snel afgeleid model en het werk vorderde uiterst traag. Sargent vond het ook erg moeilijk om haar schoonheid vast te leggen op het doek. Diverse malen wijzigde hij in zijn studies de compositie, alvorens een geschikte houding te vinden die haar profiel op de juiste wijze accentueerde. Pas in de vroege herfst van 1884 zou hij zijn definitieve portret voltooien.

## Afbeelding

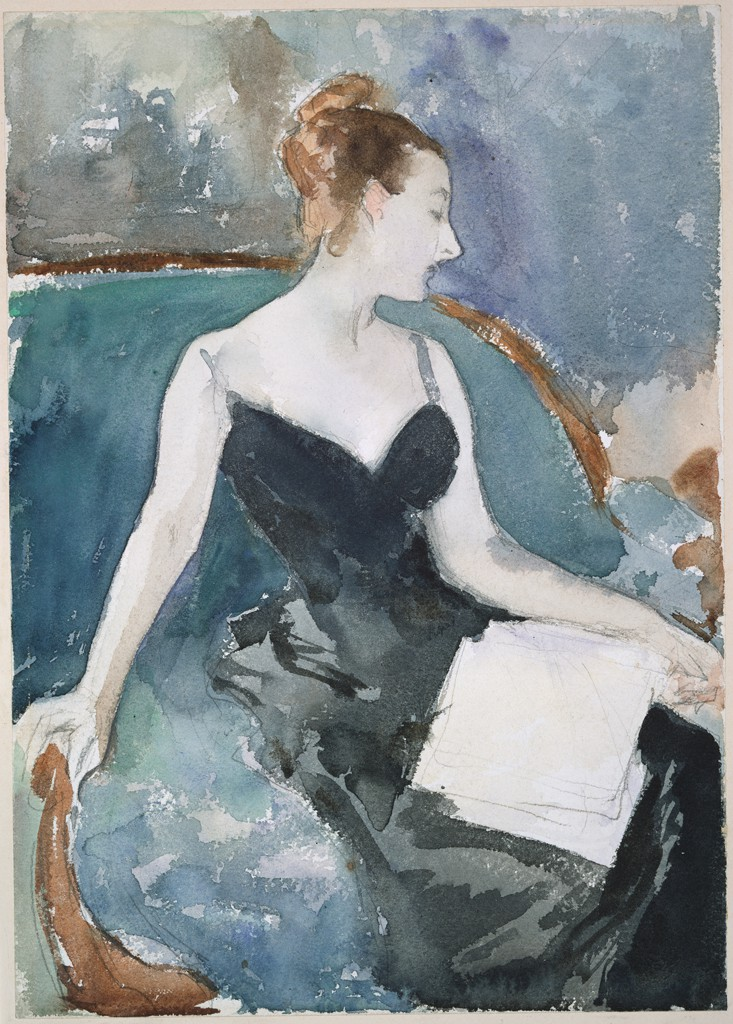
Studie voor 'Madame X' in waterverf, 1883-1884

Madame X wordt als portret allereerst getypeerd door een aantal tegenstellingen. De opvallende bleekheid van Gautreau's huid contrasteert sterk met de donkere achtergrond en haar avondjurk, een jurk die verhult en onthult tegelijk. Haar taille is strak ingebonden. Ze houdt haar lichaam trots naar voren en draait haar hoofd in profiel. Haar vleeskleurig rode oor steekt af tegen haar gepoederde gezicht. Opvallend is ook de onnatuurlijk gedraaide positie van haar rechterarm. 
Gautreau wordt door Sargent geportretteerd als een soort van onbereikbare godin. Haar tiara kan gezien worden als een verwijzing naar Diana. De uitstraling is gecontroleerd, aristocratisch afstandelijk. Van haar distantie gaat een duidelijke erotische suggestie uit, hetgeen oorspronkelijk nog versterkt werd door een afzakkend rechterschouderbandje, dat hij uiteindelijk zou overschilderen na verwijten van 'onkuisheid'.

## Ontvangst
Madame X Werd geëxposeerd in de Parijse salon van 1884. Wie het model was, werd niet bekendgemaakt, maar Gautreau was zo bekend dat de meeste bezoekers haar direct herkenden. Het publiek reageerde gechoqueerd op haar bleke huid, haar laag uitgesneden jurk en de gedraaide rechterarm met het afhangende schouderbandje. Ook de kritieken waren vernietigend. Le Figaro schreef: 'nog een klein reukje aan de andere kant en de dame is vrij'. Aan de esthetische kwaliteiten van het portret werd volledig voorbij gegaan.

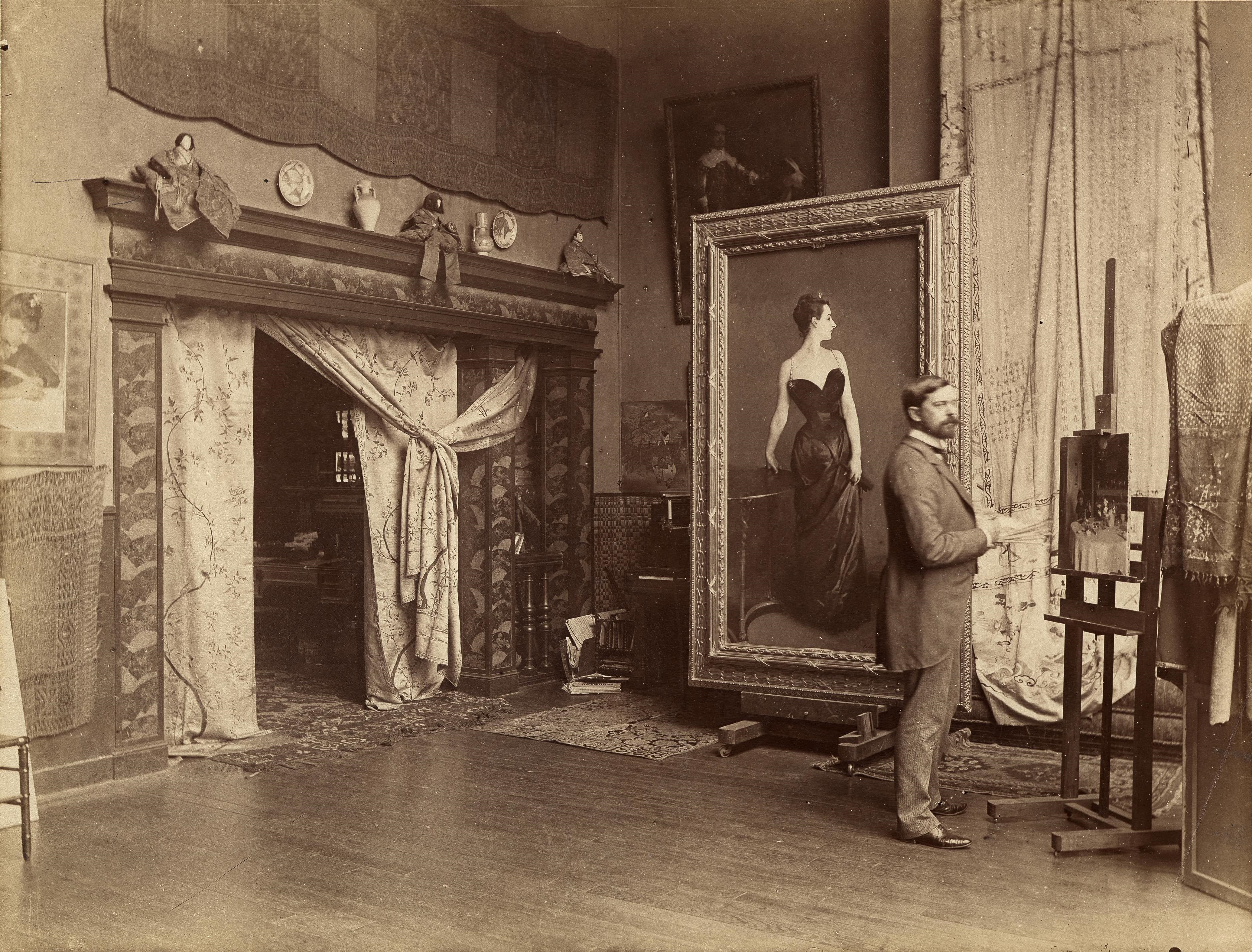
Sargent in zijn Parijse studio, 1884

Gautreau was overigens zelf ook niet tevreden met het resultaat. Ze vond zichzelf 'te weinig lijken'. Toen de kritiek over het schouderbandje los brandde smeekte ze Sargent het schilderij terug te trekken van de expositie. Uiteindelijk zou hij het bandje na afloop van de salon dus 'herstellen'.
Sargent was uitermate teleurgesteld in de negatieve ontvangst van zijn werk en zou Parijs vervolgens gefrustreerd verlaten: hij ging naar Londen en keerde zich een tijdlang af van de portretteerkunst. Later zou hij altijd zeggen dat Madame X het beste werk was dat hij ooit had gemaakt.